# Ceratitis quinaria
Ceratitis quinaria är en tvåvingeart som först beskrevs av Mario Bezzi 1918.  Ceratitis quinaria ingår i släktet Ceratitis och familjen borrflugor. Inga underarter finns listade i Catalogue of Life.